# Distrito electoral de Danbury (condado de Red Willow, Nebraska)
Danbury (en inglés: Danbury Precinct) es un distrito electoral ubicado en el condado de Red Willow, en el estado estadounidense de Nebraska. En el Censo de 2010 tenía una población de 60 habitantes de raza blanca y una densidad poblacional de 0,63 personas por km².

## Geografía
Danbury se encuentra ubicado en las coordenadas 40°2′45″N 100°28′39″O / 40.04583, -100.47750. Según la Oficina del Censo de los Estados Unidos, Danbury tiene una superficie total de 94,52 km², toda ella de tierra firme.